# イオシス (株式会社)
株式会社イオシス（IOSYS）は大阪市中央区に本社を置く中古家電製品等の販売、買取を行う日本の企業。
同名の屋号で大阪日本橋、難波、東京秋葉原、新宿、名古屋大須を中心に店舗を展開している。

## 概要
スマートフォン、タブレットなどの携帯端末の販売買取を中心に、中古パソコンの販売買取を行う。2023年現在、大阪日本橋に2店舗、神戸三宮に1店舗、東京秋葉原に5店舗、東京新宿に2店舗、愛知名古屋に1店舗、福岡天神に1店舗の計12ヶ所にて店舗展開。インターネットでの販売買取も展開している。各店頭の看板やウェブサイトでは、「けっこう安い。」（買取を専門とする店舗は「けっこう高い。」）というキャッチコピーを店名などより大きい文字で掲げている。

## 主な沿革
- 1996年（平成8年）-  個人商店としてイオシス設立
- 1997年（平成9年）- 大阪日本橋1号店をオープン
- 1998年（平成10年） - 有限会社として法人化
- 2000年（平成12年） - ネオジオポケットカラー専用ゲームソフト「デルタワープ」を全国リリース
- 2001年（平成13年） - 有限会社から株式会社へ組織変更。大阪物流センターを開設
- 2002年（平成14年） - でんでんタウン通り沿いに大阪1号店「イオシス日本橋5丁目店」を移転オープン
- 2003年（平成15年） - 大阪日本橋2号店となる「イオシスなんば店」をオープン
- 2005年（平成17年）
  - 秋葉原1号店となる「イオシスアキバ路地裏店」をオープン[3]
  - 東京物流センター、東京事務所を開設
- 2007年（平成19年） - 本社事務所と大阪物流センターを統合し、大阪市浪速区に本社ビルを設置
- 2008年（平成20年）
  - 東京事務所と東京物流センターを統合し、東京支社を設置
  - 中古携帯電話、スマートフォンの販売、買取業務「ケータイ＠イオシス」を開始[4]
- 2009年（平成21年）
  - 「ケータイ＠イオシス池袋店」をオープン
  - 秋葉原2号店となる「イオシスアキバ中央通店」をオープン[5]
  - 携帯電話向けデータ消去ソフト「エコケーイレース」をリリース[4]
  - 携帯事業部門をエコケー株式会社（100%出資子会社）へ業務移管
- 2010年（平成22年）
  - 大阪日本橋3号店となる「イオシス日本橋4丁目店」をオープン[6]
  - 秋葉原3号店となる「イオシスアキバ末広町店」をオープン
- 2011年（平成23年） - ファーストポイント秋葉原店の事業を取得。後に「ビートオン」としてリニューアルオープン
- 2012年（平成24年）
  - イオシスアキバ中央通店を免税店化[7]
  - 「イオシス心斎橋アメ村店」をオープン[8]
- 2013年（平成25年） - 「イオシス買取センター」をイオシスアキバ中央通店と同場所にオープン[9]
- 2014年（平成26年）
  - 大阪買取センターをオープン
  - CCCモバイル株式会社と資本・業務提携契約を締結[10]
  - 「イオシス大阪買取センター」をイオシス日本橋4丁目店と同場所にオープン
- 2015年（平成27年） - TSUTAYA店舗にて、スマホ買取査定端末「IPAS」を運用開始
- 2016年（平成28年）
  - カルチュア・コンビニエンス・クラブ株式会社の100％子会社となる[11]
  - 愛知名古屋1号店となる「イオシス名古屋大須店」をオープン[12]
  - 株式会社ウルスを吸収合併
  - 青葉台オフィス設立
  - 物流拠点として「イオシス リファビッシュセンター」設立
- 2017年（平成29年）
  - 大阪浪速区（日本橋）から大阪市中央区（御堂筋）へ本社移転
  - 青葉台オフィスを渋谷に移転、事務所名を渋谷オフィスに改称
  - ビートオン秋葉原店を「イオシスアキバ路地オモテ店」としてリニューアルオープン[13]
  - 「イオシス買取センター」がアキバ中央通店から独立して移転オープン[14]
- 2018年（平成30年） - 株式会社フラッシュエージェント（スマホ修理王）の全株式を取得し、子会社化[15]
- 2019年（令和元年） - 九州地方で初となる店舗「イオシス 福岡天神店」をオープン
- 2021年（令和3年）
  - イオシス名古屋大須店を移転リニューアルオープン
  - 渋谷オフィスと秋葉原オフィスを「東京支社」として移転統合
- 2022年（令和4年）
  - MBOを行い、カルチュア・コンビニエンス・クラブグループを離脱。新たに創業者が設立した株式会社イオシスホールディングスの100％子会社となる[16]
  - 新宿1号店となる「イオシス 新宿西口店」をオープン[17]
  - イオシス神戸三宮店をオープン[18]
  - 子会社であるフラッシュエージェントの全株式を譲渡[19]
- 2023年（令和5年）
  - 新宿エリアでは2店舗目となるイオシス 新宿東口店をオープン[20]
  - 物流拠点のリファビッシュセンターを墨田区に移転[21]
- 2024年（令和6年）
  - 株式会社イオシスホールディングスに丸紅株式会社が40％出資し、資本業務提携を締結[22][23]
  - アキバ路地裏店をアキバ路地裏ジャンク店としてリニューアルオープン
  - イオシス買取センター2階にパソコン＆Mac買取館がオープン[24]
- 2025年（令和7年）
  - イオシス中野サンモール店がオープン[25]

## 拠点
- 店舗 - 13ヶ所

大阪
- イオシス日本橋4丁目店
- イオシスなんば店
- イオシス大阪買取センター

兵庫
- イオシス神戸三宮店

東京
- イオシスアキバ路地裏ジャンク店
- イオシスアキバ中央通店
- イオシスアキバ路地オモテ店
- イオシス買取センター
- イオシス新宿西口店
- イオシス新宿東口店
- イオシス中野サンモール店

愛知
- イオシス名古屋大須店

福岡
- イオシス福岡天神店

物流センター
- イオシスリファビッシュセンター
- 事務所 - 2ヶ所
  - イオシス大阪本社
  - イオシス東京支社